# 約翰·洛克 (迷失)
約翰·洛克（John Locke），是美國廣播公司懸疑類電視連續劇《迷失》的角色之一，由特瑞·歐奎恩（Terry O'Quinn）飾演。
洛克是一個神秘和堅毅的人，擅於在野外生存，喜歡狩獵和追踪。由於海洋航空815航班失事後發生在他身上的一個“奇蹟”，他傾向以神秘的角度解釋在島上所發生的事。他的斯多亞主義和神秘主義支配着他的性格。在815航班生還者中，他是少數不願意離開島嶼的人。

## 場景

### 飛機失事前
約翰·洛克於1956年5月30日出生，母親是一名叫艾米莉·洛克（Emily Locke）的15歲少女。他兒時已非常有智慧，在不同寄養家庭中成長。理查德·阿爾珀特（Richard Alpert）在其中的一個這樣的家中拜訪了5歲的洛克，他形容洛克“非常特別”。這麽多年來，洛克有許多寄養兄弟姐妹，包括小時候就摔死的珍妮、欺負約翰的梅麗莎，還有一個與洛克玩“Mouse Trap”遊戲的無名兄弟。
16歲時，洛克的高中老師把他從儲物櫃裡解救出來。老師帶洛克到辦公室並告訴他，無論是當一個運動員、舞會之王，還是超級英雄，都不是洛克所做到的。洛克氣憤地回答：“不要告訴我我做不到！”（"Don't tell me what I can't do!"）這裡暗示的是，洛克從小而來所痛恨的，不是被人肢體欺凌，而是被人看扁。
大約22年後，洛克在一家玩具店裡工作，某一天他的母親來找到他，洛克出於好奇聘請了一名私家偵探追踪他生父安東尼·庫珀（Anthony Cooper）的位置。庫珀歡迎洛克進入他的生活，兩人一起狩獵之旅，相處融洽。庫珀很快就透露他需要進行腎臟移植手術，洛克自願捐獻自己其中一個腎，手術前洛克描述這一切都是命運的安排。手術後，庫珀遺棄了洛克並拒絕見他。母親在醫院坦白告訴他，自己因為急需金錢所以才按庫珀的意思去做。洛克此時才明白到原來由此至終，所有的相遇都只是父母為了謀取他的腎臟而安排好的。洛克變得非常沮喪，最終尋求團體心理治療，在那裡遇見了女友海倫。洛克仍然經常到父親屋前大閘等候他，海倫後來幫助洛克克服了對父親的執迷。然而，不久之後庫珀又來找洛克尋求幫助，洛克幫了他，海倫很失望，拒絕了洛克的求婚並決定離開他。
在海倫離開之後，洛克開始在加利福尼亞州洪堡縣的一個秘密的大麻種植場生活和工作，直到警方展開調查。他隨後離開。
失去了腎臟、愛人及家人的洛克重回孤獨的生活，直到有一天他被一個名叫彼得的年輕人拜訪。彼得前來向他打聽有關“亞當·西沃德”的事，因亞當打算迎娶自己富有的母親。洛克意識到這個亞當就是父親庫珀，並警告庫珀不要和彼得的母親結婚。其後場景強烈暗示庫珀殺死了彼得，雖然他在洛克質問下矢口否認。在二人爭執期間，庫珀把洛克推出了八層高的窗戶。洛克摔在地上，此時神秘島嶼居民雅各（Jacob）平靜地步近並觸碰洛克。最後洛克倖存下來，但由於背部受傷，令他餘生都需坐輪椅過活。
一天，洛克在醫院完成復健後，「其他人」的手下馬修·阿巴頓（Matthew Abaddon）以醫護人員的身份用輪椅把洛克送回病房，期間提議他參加丛林流浪探險，以尋找自我及人生意義。離開醫院後，洛克開始在一家紙箱公司工作，在那裡他的老闆不斷侮辱他。洛克隨後飛往澳洲參加丛林流浪，但流浪組織因為他下半身癱瘓而拒絕讓他參與，洛克最後無奈地登上815航班回國。

### 島上
飛機在島上墜毀後，洛克奇蹟地恢復了下半身的知覺及功能。洛克成為了最適合在島嶼生存的人，而且並不打算離開。洛克擅於狩獵和追踪，在一次狩獵中，他遇到了黑煙怪物，並描述它們為“明亮的光芒”。當克萊爾被綁架時，洛克協助傑克、凱特和布恩找她。在搜索的同時，他和布恩發現了一個神秘艙門，並花了很長時間試圖打開它。期間，布恩拜了洛克為師，洛克試圖教他島上的事。有一天，洛克的腦海中突然閃過一架比奇小型飛機墜毀的畫面，其後洛克和布恩發現它藏在懸崖頂上。布恩爬進那懸崖頂上的飛機裡，但飛機卻在此時掉了下來。洛克把他帶回洞穴，但他還是在傑克的照料下死掉。洛克情緒失控，跑回去神秘艙門那邊並用力地撞擊。洛克感到絕望無助，此時一束光從艙口照射出來，洛克認為這是一個訊息。洛克返回海灘趕及參與布恩的葬禮，不情願地透露了艙門的存在。由於布恩的死亡，傑克不再相信洛克，而布恩那悲傷的妹妹香農·盧瑟福企圖射殺洛克。為了打開神秘艙門，倖存者由達妮艾爾·盧梭的帶領下，到一艘名為Black Rock的船隻殘骸中找到一些炸藥。洛克用炸藥打開艙門。
洛克進入艙口，發現了德斯蒙德，他向洛克和傑克展示了一段影片，解釋說這個艙口曾經被用來研究電磁波，並且每隔108分鐘就要將一系列數字輸入電腦終端，以防止災難發生。看到他的替代者已經到達，德斯蒙德便離開了。傑克不願意輸入數字，洛克卻成功說服了他。一個名叫“亨利·蓋爾”（Henry Gale）的人在叢林被達妮艾爾設下的陷阱捕獲，洛克把他囚禁起來。突然，艙門裡的防爆門全部落下，最後砸在洛克的腿上。洛克指示亨利在電腦中輸入數字。當燈光熄滅時，洛克注意到一扇門上繪製着一幅奇怪的地圖，在防爆門重新打開後，他設法地它勾畫出來。洛克和其他倖存者很快就發現亨利在說謊，他是“其他人”的成員，但是他拒絕和除洛克以外的任何人說話。他嘲諷洛克，告訴他他們只把這個艙口當作笑話，而且他從來沒有把數字輸入電腦，令洛克開始懷疑輸入數字防止災難的真偽。亨利逃脫後，洛克和伊高先生（Mr. Eko）進入叢林尋找他，但找到了洛克地圖上那“？”的位置，在這裡他們發現了珍珠站，這就解釋了按動按鈕只是為了測試艙口裡的人員。雖然洛克認為這個按鈕是假的，但伊高卻相反。洛克放棄按動按鈕，他和剛回來的德斯蒙德潛入艙門，放任定時器達到零，但是當電磁力上升時，洛克意識到自己一直是錯的。然後，德斯蒙德打開安全鑰匙，導致艙口內爆。

## 試鏡
《迷》的原創人J·J·艾布斯曾在美國連續劇《特務A》中與特瑞·歐奎恩合作，使歐奎恩成為《迷》中唯一一位不需正式試鏡的主要角色。